# Don Carlos (opera)

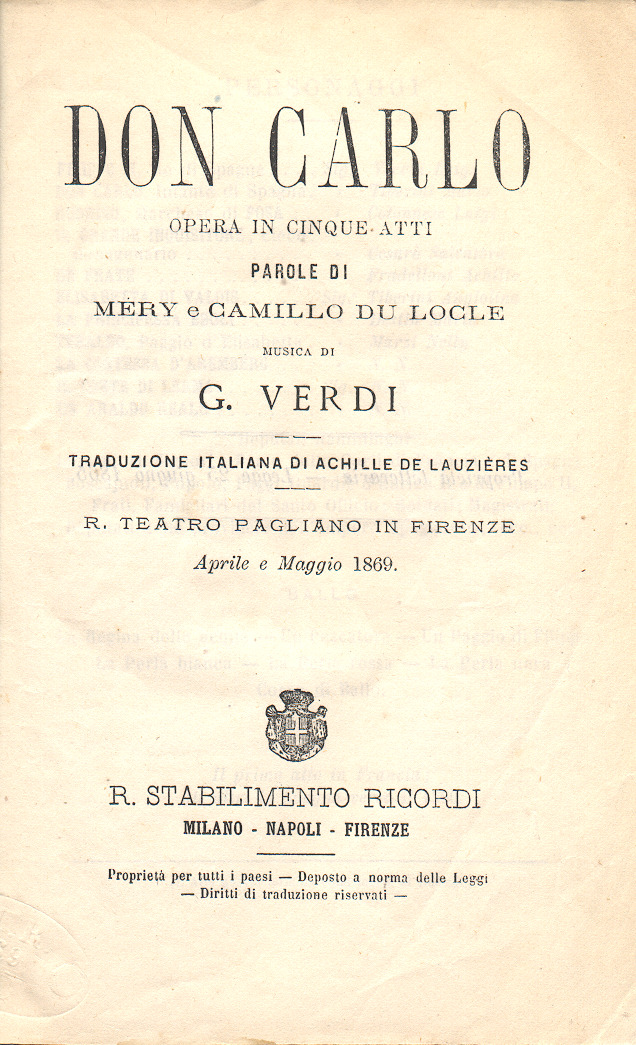
A Don Carlo librettójának olasz kiadása

A Don Carlos Giuseppe Verdi ötfelvonásos operája. Szövegét Friedrich Schiller drámája nyomán Joseph Méry és Camille du Locle írta. 1867. március 11-én mutatták be a párizsi operaházban.
Verdi többször is átdolgozta művét, ezeknek Don Carlo a címe. Először csak olaszra fordították az eredetileg francia nyelvű operát, ezt 1872-ben, Nápolyban mutatták be. A második átdolgozással négy felvonásra rövidült, ennek 1884. január 10-én, Milánóban volt a bemutatója. A harmadik változat ismét ötfelvonásos, premierje 1886-ban Modenában volt.

## Szereplők
| Szereplő                                                                                       | Hangfekvés   |
| ---------------------------------------------------------------------------------------------- | ------------ |
| II. Fülöp, Spanyolország királya                                                               | basszus      |
| Valois Erzsébet, a felesége                                                                    | szoprán      |
| Don Carlos, spanyol trónörökös                                                                 | tenor        |
| Eboli hercegnő, udvarhölgy                                                                     | mezzoszoprán |
| Posa márki, Rodrigo, máltai lovag                                                              | bariton      |
| Lerma gróf                                                                                     | tenor        |
| Főinkvizítor                                                                                   | basszus      |
| Tebaldo, a királynő apródja                                                                    | szoprán      |
| Egy szerzetes / V. Károly császár                                                              | basszus      |
| Mennyei hang                                                                                   | szoprán      |
| Flandriai küldöttek, udvaroncok és hölgyek, nép, szerzetesek, inkvizítorok, katonák, elítéltek |              |

## Cselekmény
Helyszín: Franciaország és Spanyolország
Idő: 1560 körül
|  | Alább a cselekmény részletei következnek! |

### Első felvonás
Don Carlost, II. Fülöp spanyol király fiát rejtélyes szomorúság gyötri, mióta tanulmányaiból nyolc hónapja hazatért a spanyol udvarba. A királyi gyóntatónak, Domingónak nem árulja el bánata okát, csak gyermekkori barátja, Rodrigo Posa márkija előtt fedi fel titkát: még mindig szerelmes apja feleségébe, a királynéba, aki azelőtt az ő jegyese volt. Posa a németalföldi szabadságmozgalmak felé próbálja barátja figyelmét irányítani, ám amikor rájön, hogy Carlosban két dolog iránti szenvedély nem fér meg, megígéri, hogy kijátszva a szigorú etikettet, találkozót szervez meg Carlosnak a királynéval. A fiú lángoló érzelmeit a nő nem látszik viszonozni: beletörődött változtathatatlan végzetébe, s ő is arra kéri a fiút, fordítsa szerelmét a szabadságért küzdő országok felé. Don Carlosban a kettős biztatás hatására végre feltámad a Flandria ügye iránti buzgalom: Rodrigót az új eszmeiség testvérévé fogadja, apjától pedig kihallgatást kér.

### Második felvonás
Carlos nem tud közel férkőzni apja szívéhez, a gyanakodó király nem bízik annyira fiában, hogy Flandriába induló csapatait rábízza. Carlos elkeseredettségét egy szerelmi légyottra hívó levél azonban egy csapásra megszünteti. Aláírás helyett csak egy E. betű áll, amely Carlos Erzsébetként, azaz a királyné keresztneveként fejt meg. A titkos szobában azonban Eboli hercegnő, a királyné udvarhölgye várja, aki azt hitte, az infáns szereti őt. Carlost meghatja a lány sorsa, aki bár a szerelmesének tartogatja magát, nemsokára a király ágyasává kell, hogy váljék. Hamarosan Eboli számára is kiderül az igazság, s gyűlölni kezdi a fiút. Carlos ismét a királynéval akar beszélni, hogy felfedje előtte férje hűtlenségét. Posa márki szomorúan tapasztalja, hogy ez az intermezzo ismét elfordította barátját a magasabb céloktól. Eboli Domingo atya és Alba hadvezér társául áll, s elhatározzák, hogy Carlost és a királynét házasságtöréssel vádolják meg.

### Harmadik felvonás
A Carlos elleni intrika sikerülni látszik: a király teljesen kétségbeesik felesége hűtlensége miatt. Az agyongyötört uralkodó egy igaz barátra vágyik csak, s iratai közt rátalál Posa márki nevére, akit magához hívat. Rodrigo lángoló szavai magával ragadják a királyt is, aki a márkiban barátot vél felfedezni, Posa azonban csak céljai elérésének új lehetőségét látja meg a királlyal való közelebbi kapcsolatban.

### Negyedik felvonás
Carlos bizalmatlanul fogadja a Posáról érkező híreket, s csak még gyanakvóbb lesz, amikor Rodrigo az ő titkos iratait kéri, megőrzésre. Posa az iratokból egy válogatást nyújt át a királynak, amellyel bár tisztázza a fiút a házasságtörés vádja alól, politikai összeesküvés részeseként tünteti fel, a királynéval együtt. A király fia elleni elfogatóparancsot ad Posa kezébe. Carlos értesül iratai kiszolgáltatásáról, s teljesen kétségbe esik barátja árulása miatt. Végső tanácstalanságában a királynéval akar beszélni, s a találkozó megszervezésére most Posa helyett Ebolit kéri meg, akinek intrikáiról nem tud. Posa e megbeszélést szakítja félbe, s Carlost a királyi parancs segítségével házi őrizetbe viteti. Ebolit halálosan megfenyegeti, ha barátja bármi titkát is elárulja – így leplezi le magát Posa az udvarhölgy előtt: látszólagos árulása csak az infáns és a szabadságmozgalmak érdekét szolgálta. Miután azonban egy ember már ismeri terveit, Posa számára nem marad más, csak egy merész, önpusztító terv véghezvitele, amit a királynéval oszt meg. Posa egy hamis levéllel be fogja árulni saját csalását, így az infánst tisztázza minden gyanú alól, s előtte az út szabaddá válik Flandria felé, ahol a mozgalmak élére állhat.

### Ötödik felvonás
Posa meglátogatja a fogságban lévő Carlost, aki meglepetésére egyáltalán nem neheztel rá. Az infáns szerint Rodrigo jól döntött, amikor saját kezébe vette Spanyolország sorsát látván Carlos tehetetlenségét. A meghatott Posa megmagyarázza tetteit Carlosnak, s a két barát újra a régi szeretettel öleli meg egymást, amikor egy orgyilkos golyója kioltja Rodrigo életét. A csodálatos barát holtteste fölött sokáig nem talál magára sem a király, sem Carlos. Posa tettei azonban tovább élnek. Mindenünnen felkelések híre érkezik, s csak most derül ki, hogy a márki európai útja mi célt is szolgált. A királyné is Posa szavait követve buzdítja szökésre Carlost, aki most már szíve minden szenvedélyét az elhunyt akaratának megfelelően a szabadság felé fordítja. A búcsúzó párt azonban a főinkvizítor, s csapata lepi meg: a király szabad kezet adott nekik fia sorsa felett.
|  | Itt a vége a cselekmény részletezésének! |

## Híres részletek

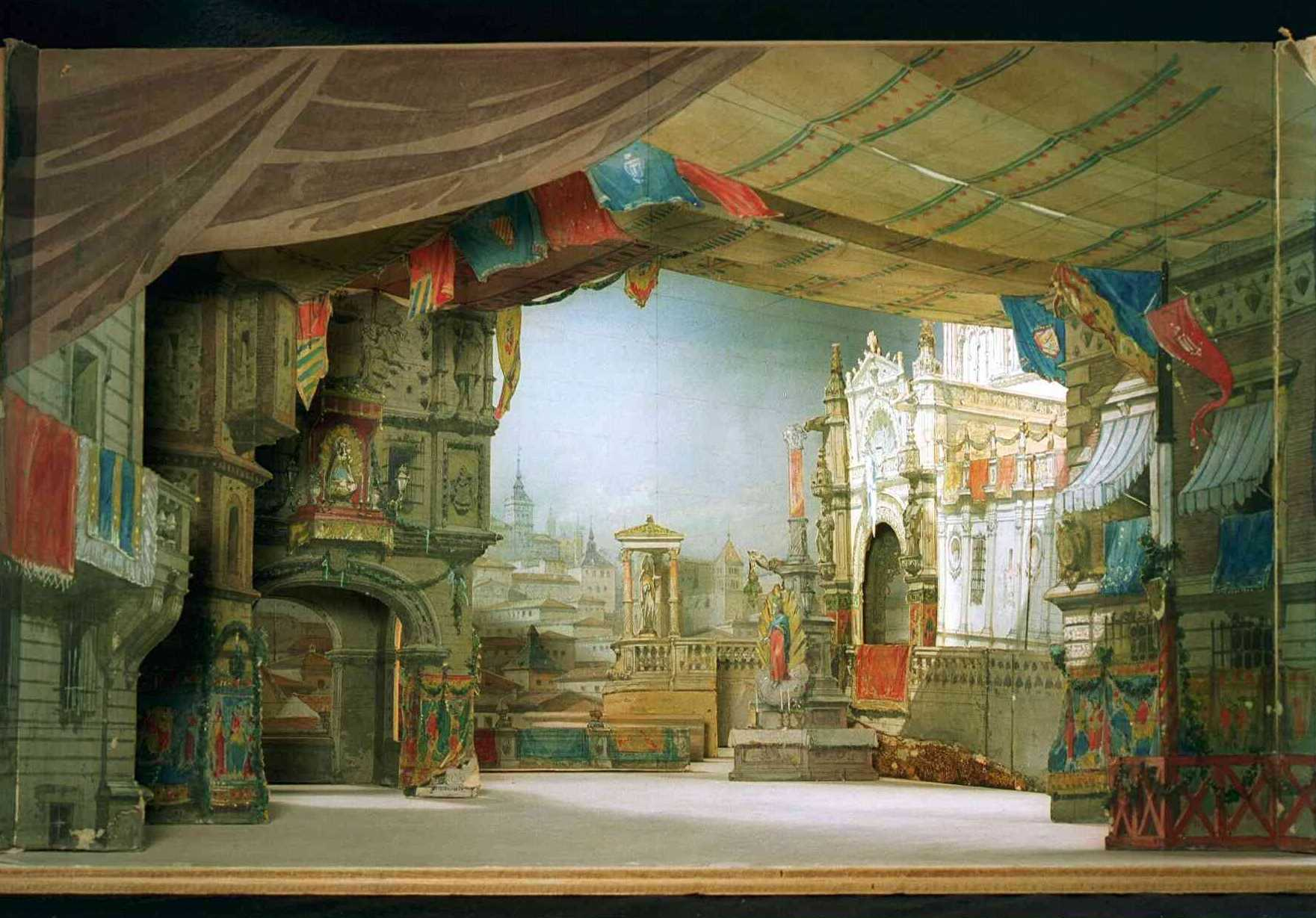
Giuseppe Verdi Don Carlos című operájának díszlete 1870-ből

- Io la vidi e al suo sorriso - Carlos áriája (első felvonás)
- Dio, che nell'alma infondere - Szabadság-kettős: Carlos-Posa (első felvonás)
- Nei giardin del bello - Fátyol-dal (Eboli áriája, első felvonás)
- Non piangere mia compagna - Erzsébet románca (első felvonás)
- Spuntato ecco il d'esultanza - kórus (második felvonás)
- Ella giammai m'amo - Fülöp király áriája (harmadik felvonás)
- Son io dinanzi al Ré - Fülöp és a főinkvizítor kettőse (harmadik felvonás)
- O don fatale, o don cruel - Eboli áriája (harmadik felvonás)
- Per me giunto il di supremo - Posa áriája (harmadik felvonás)
- O Carlo, ascolta -  Posa halála (Posa áriája, harmadik felvonás)
- Ma lassu ci vedremo in un mondo migliore - Erzsébet és Carlos kettőse (negyedik felvonás)